# Pat Buttram

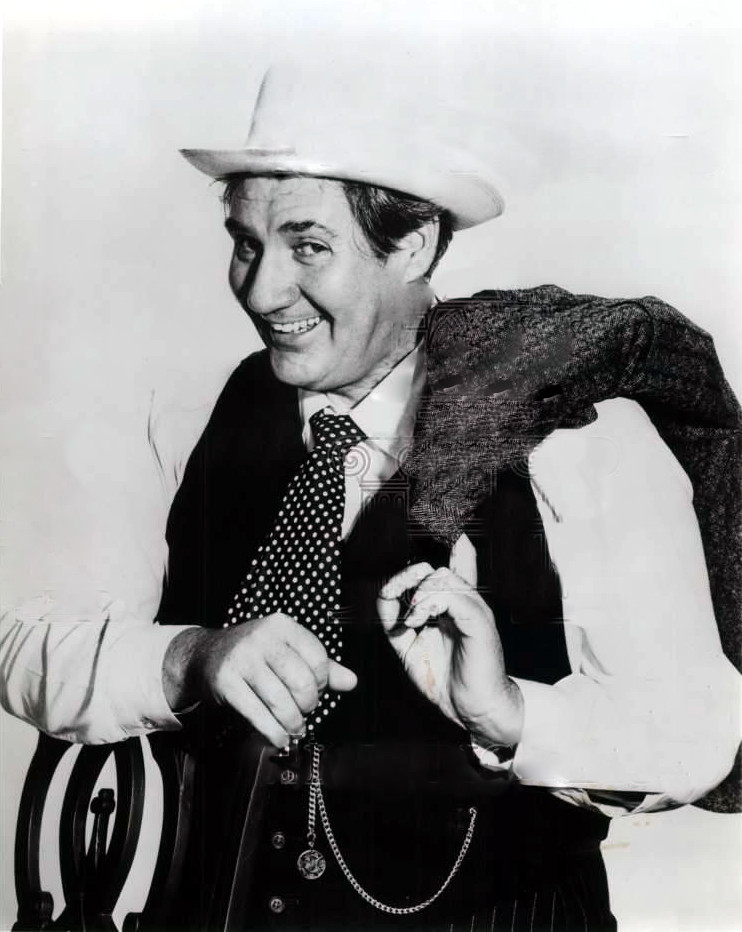
Buttram 1970

Emmett Maxwell "Pat" Buttram (19 de junio de 1915 - 8 de enero de 1994) fue un actor estadounidense, famoso por su trabajo junto a Gene Autry. 

## Biografía
Buttram nació en Addison, Alabama. En los filmes de Gene Autry, Pat Buttram encarnó a compañeros de diferentes nombres. El primer título fue Strawberry Roan en 1948. En la década de 1940, Buttram se sumó al show radiofónico de Autry, Melody Ranch, y después a su programa televisivo, The Gene Autry Show. En la primera temporada televisiva, Buttram usaba como nombre "Pat" o "Patrick", con diferentes apellidos y, en la segunda temporada, ya usaba su propio nombre, Pat Buttram.  
Buttram fue también muy conocido por su interpretación del personaje "Mr. Haney" en la comedia televisiva de 1965–1971 Green Acres. También fue actor de voz en varias producciones de dibujos animados de Walt Disney Company, interpretando a personajes como el lobo Sheriff de Nottingham en Robin Hood, el perro Napoleón en Los Aristogatos, Lucas en Los rescatadores, el Jefe en The Fox and the Hound. Otra producción a la que dio voz fue ¿Quién engañó a Roger Rabbit?. Los seguidores de Mystery Science Theater 3000 pueden reconocerle como el vendedor de coches del film Angels Revenge. Uno de sus últimos papeles fue un cameo en Back to the Future Part III. Su trabajo final como actor de voz tuvo lugar en A Goofy Movie, estrenada un año después de su muerte. También fue la voz de Cactus Jake en la serie Garfield y sus amigos. Otro de sus papeles destacados fue el que hizo en uno de los episodios más famosos de la serie Alfred Hitchcock Presents, el titulado "The Jar".
Pat Buttram falleció a causa de una insuficiencia renal en 1994 en Los Ángeles, California. Fue enterrado en el Cementerio Maxwell Chapel  de Haleyville, Alabama.